# فرودگاه بین‌المللی نائورو
فرودگاه بین‌المللی نائورو (به انگلیسی: Nauru International Airport) (به زبان بومی: Reikoariata Republik Naoero) یک فرودگاه همگانی با کد یاتا INU است که یک باند فرود آسفالت دارد و طول باند آن ۲۱۵۰ متر است. این فرودگاه در کشور نائورو قرار دارد و در ارتفاع ۷ متری از سطح دریا واقع شده‌است.

## شرکت‌های هواپیمایی و مقصدهای پروازی

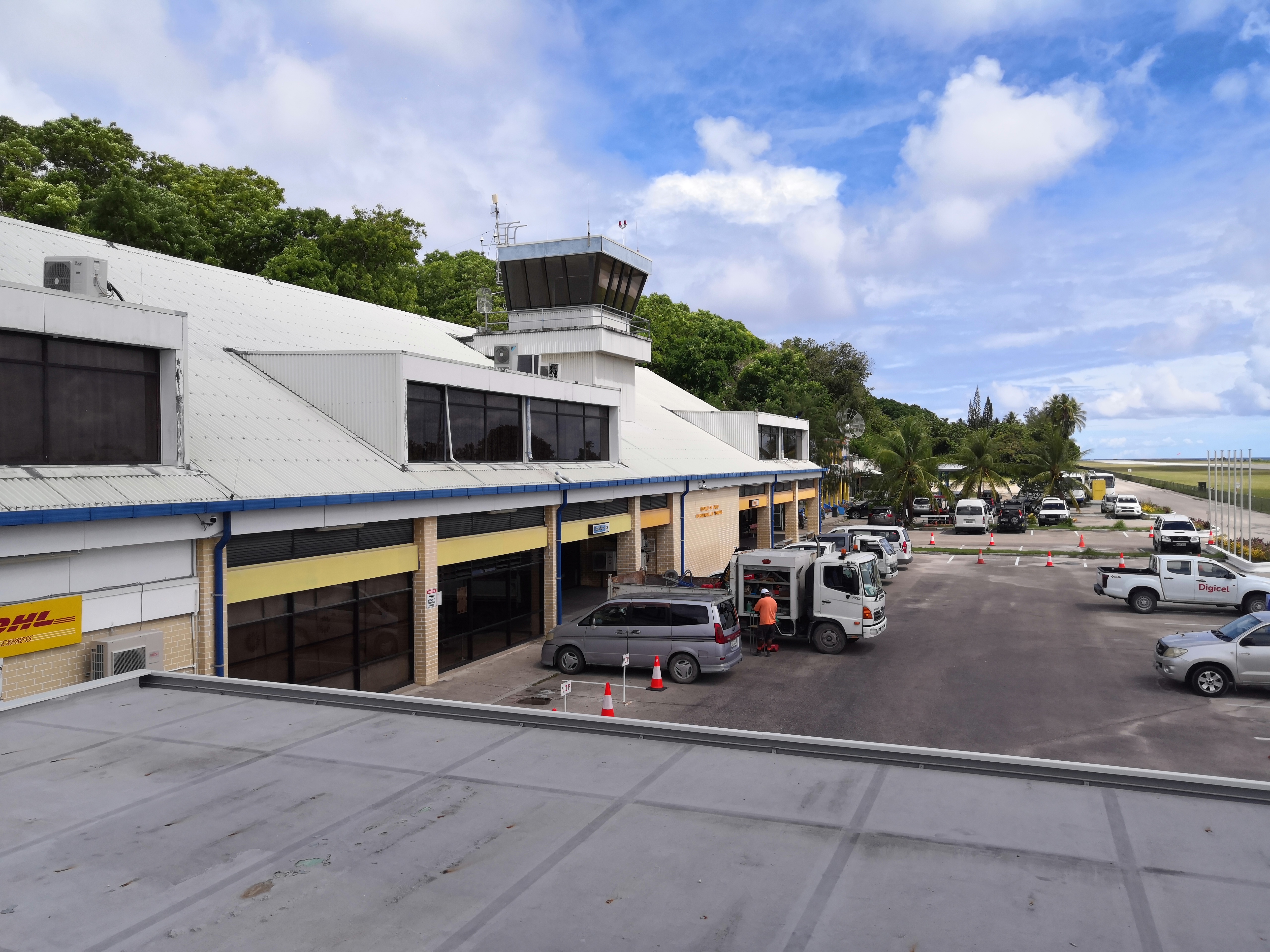
ساختمان ترمینال فرودگاه نائورو

| شرکت‌های هواپیمایی | مقصدهای پروازی                                                |
| ----------------- | ------------------------------------------------------------- |
| اور ایرلاین       | بریزبن، چوک، هونیارا، اس جزیره مارشال، نادی، Pohnpei، بونریکی |

### باری
| شرکت‌های هواپیمایی | مقصدهای پروازی |
| ----------------- | -------------- |
| پسیفیک ایر اکسپرس | بریزبن         |